# Бринен, Исаак Абрамович ван
Исаак Абрамович ван Бринен (нидерл. Isaak Abramovitj van Brienen; 12 августа 1768 — 2 декабря 1848, Стокгольм, Швеция) — российский дипломат, тайный советник (с 1846). Член Государственного совета Российской империи.

## Биография
Представитель голландского купеческого рода, представители которого в начале XVIII века обосновались в Архангельске. Сын Абрахама ван Бринена (1702 — 1792), бывшего генеральным консулом Австрийской империи в Архангельске и Елизаветы Вернезобр.
В 1791 году поступил на службу в Коллегию иностранных дел Российской империи. С 1804 года — советник канцелярии, с 1806 года — секретарь миссии в Копенгагене. В 1815—1816 годах во время отсутствия посланника работал в должности поверенного в делах Российской империи в Дании. В 1819 году назначен генеральным консулом в Стокгольме.
В 1840 году в чине действительного статского советника вышел в отставку, но остался в Стокгольме, где и умер.
Похоронен на кладбище Сольна ныне часть Стокгольма.

## Награды
За службу удостоен российских орденов до ордена Святого Владимира 3-й степени включительно, а также шведского ордена Полярной Звезды.